# الكتلة الشعبية السنغالية
الكتلة الشعبية السنغالية (بالفرنسية : Bloc Populaire Sénégalais (BPS)) كانت نتيجة اندماج الكتلة الديمقراطية السنغالية بقيادة ليوبولد سيدار سنغور، والاتحاد الديمقراطي السنغالي، وحركة كازامانس المستقلة وجزء صغير الحركة الشعبية السنغالية بقيادة عبد الله ثياو. عقدت مؤتمرها التأسيسي في داكار في الفترة من 23 إلى 25 فبراير 1957. ومع ذلك، كان الاندماج ساري المفعول بالفعل منذ أغسطس 1956.
انتخب المؤتمر سنغور مديرا سياسيا ومامادو ديا أمينا عاما.
في 11 يناير من نفس العام، نظمت الكتلة اجتماعا في داكار، لإطلاق الاتفاقية الأفريقية. كان القصد من الاتفاقية أن تتطور لتضم جميع أحزاب غرب أفريقيا الفرنسي. وسبق إطلاق الاتفاقية جهود فاشلة للوحدة بين حزب الشعب التقدمي والتجمع الديمقراطي الأفريقي.
في عام 1958 اندمجت الاتفاقية الأفريقية والحركة الاشتراكية الأفريقية لتشكيل حزب إعادة التجمع الأفريقي. نتيجة لهذا الاندماج، اندمجت الكتلة الشعبية مع القسم السنغالي من الحركة الاشتراكية الأفريقية، الحزب السنغالي للعمل الاشتراكي، وشكلت الاتحاد التقدمي السنغالي.

## فهرس
- بوريلا، فرانسوا. التطور السياسي والقانوني للاتحاد الفرنسي منذ عام 1946، باريس، المكتبة العامة للقانون والفقه، 1958، ص. 86 ؛ 89 ؛ 90
- زوكاريلي، فرانسوا. الحياة السياسية السنغالية (1940-1988)، باريس، CHEAM ،1988
- الشؤون الاشتراكية، المجلدات 22-23 ، الاشتراكية الدولية (1972)، ص. 82-84
- كولمان، جيمس س. كولمان، جيمس سموت؛ وروزبرغ، كارل جي؛ الأحزاب السياسية والتكامل الوطني في إفريقيا الاستوائية، مطبعة جامعة كاليفورنيا (1970)، ص. 22-25 ،(ردمك 9780520002531)  (تم استرجاعه في 30 مارس 2019)